# Burg Minakuchi
Die Burg Minakuchi (japanisch 水口城, Minakuchi-jō) befindet sich in der Stadt Kōka, Präfektur Shiga. In der Edo-Zeit residierte dort zuletzt ein Zweig der Katō mit einem Einkommen von 23.000 Koku als kleinere Tozama-Daimyō.

## Burgherren in der Edo-Zeit
- Ab 1682 ein Zweig der Katō mit einem Einkommen von 20.000 Koku.
- Ab 1695 ein Zweig der Torii mit 20.000 Koku.
- Ab 1712 wieder ein Zweig der Katō mit 25.000 Koku.

## Geschichte
Im Gebiet von Minakuchi gab es zwei Burgen gleichen Namens. Die eine Burg, Minakuchi-Okayama genannt, wurde von dem Burgherrn Nagatsuka Masaie (長束 正家; 1562–1600) genutzt. Er gehörte zu den Verlierern der Schlacht von Sekigahara im Jahr 1600 und beging Seppuku. Die zweite Burg Minakuchi wurde 1632 für Tokugawa Iemitsu als zeitweilige Residenz erbaut. Dafür riss man die alte Burg ab und verwandte deren Steine und anderes Baumaterial. Diese Burg hatte keinen Burgherren, als Verwalter wurde ein Mitglied der Bakufu-Regierung, Tsubouchi Gemba (坪内 玄蕃), eingesetzt. Die 1634 fertiggestellte Burg blieb so fast ein halbes Jahrhundert ohne Burgherren, bis dann 1682 schließlich Katō Akitomo (加藤 明友; 1621–1684) die Burg erhielt. Dieser Zweig der Katō musste die Burg bald wieder abgeben, erhielt sie aber 1712 mit etwas erhöhten Einnahmen zurück und residierte dort bis 1868, dem Jahr der Meiji-Restauration.
Der zentrale Bereich der Burg, das Hommaru, besitzt an der Ostseite einen besonders geschützten Ausgang (東出, higashi-de), eine Art Vorburg. Die ganze Anlage ist, durch Steinwälle geschützt, heute noch fast vollständig von einem Wassergraben umgeben. Es ist zwar eine kleine Burg-Anlage, die aber als besonders gelungen erscheint. Der umgebende Park wurde von Kobori Gonjūrō (小堀 權十郎), einem Sohn des berühmten Gartengestalters Kobori Enshū angelegt.
Heute befindet sich auf dem Burggelände ein von einer Schule genutzter Baseball-Platz sowie einen Parkplatz. In der Vorburg ist in dem wieder hergestellten Eckwachturm ein kleines „Museum zur Geschichte und Volksbräuchen der Gegend“ (水口歴史民俗資料館, Minakuchi rekishi minzoku shiryōkan) untergebracht.

## Bilder

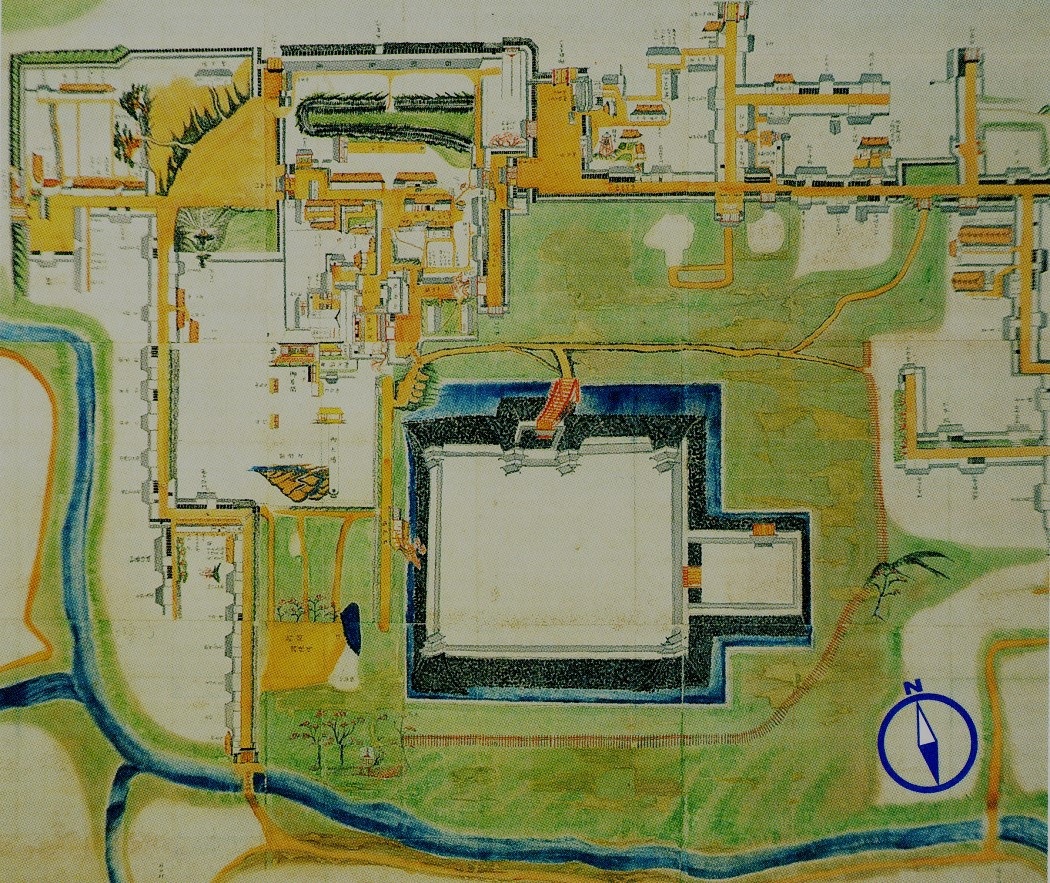
Burg mit Vorburg rechts
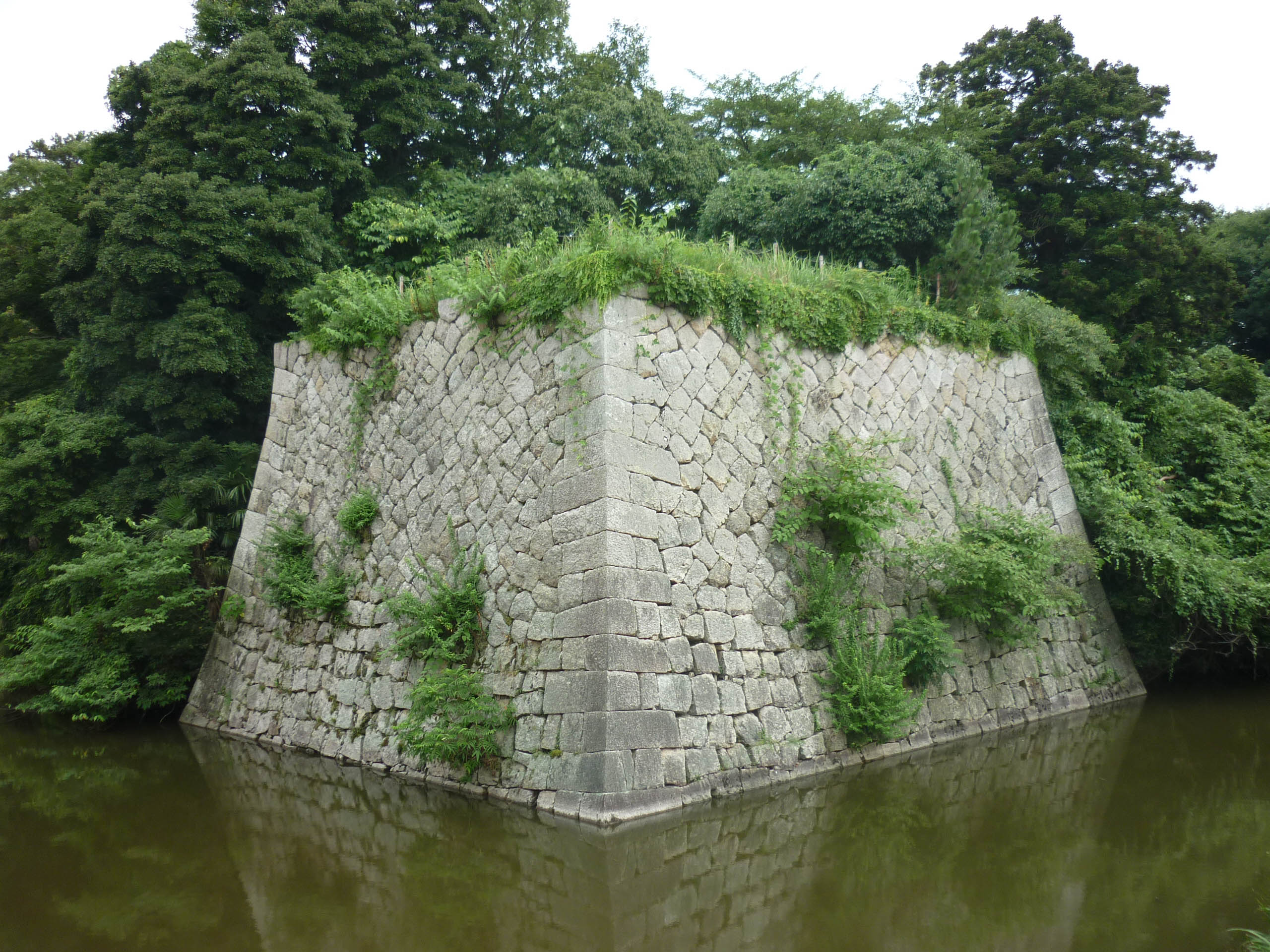
Basis des Nordwest-Wachturms des Hommaru
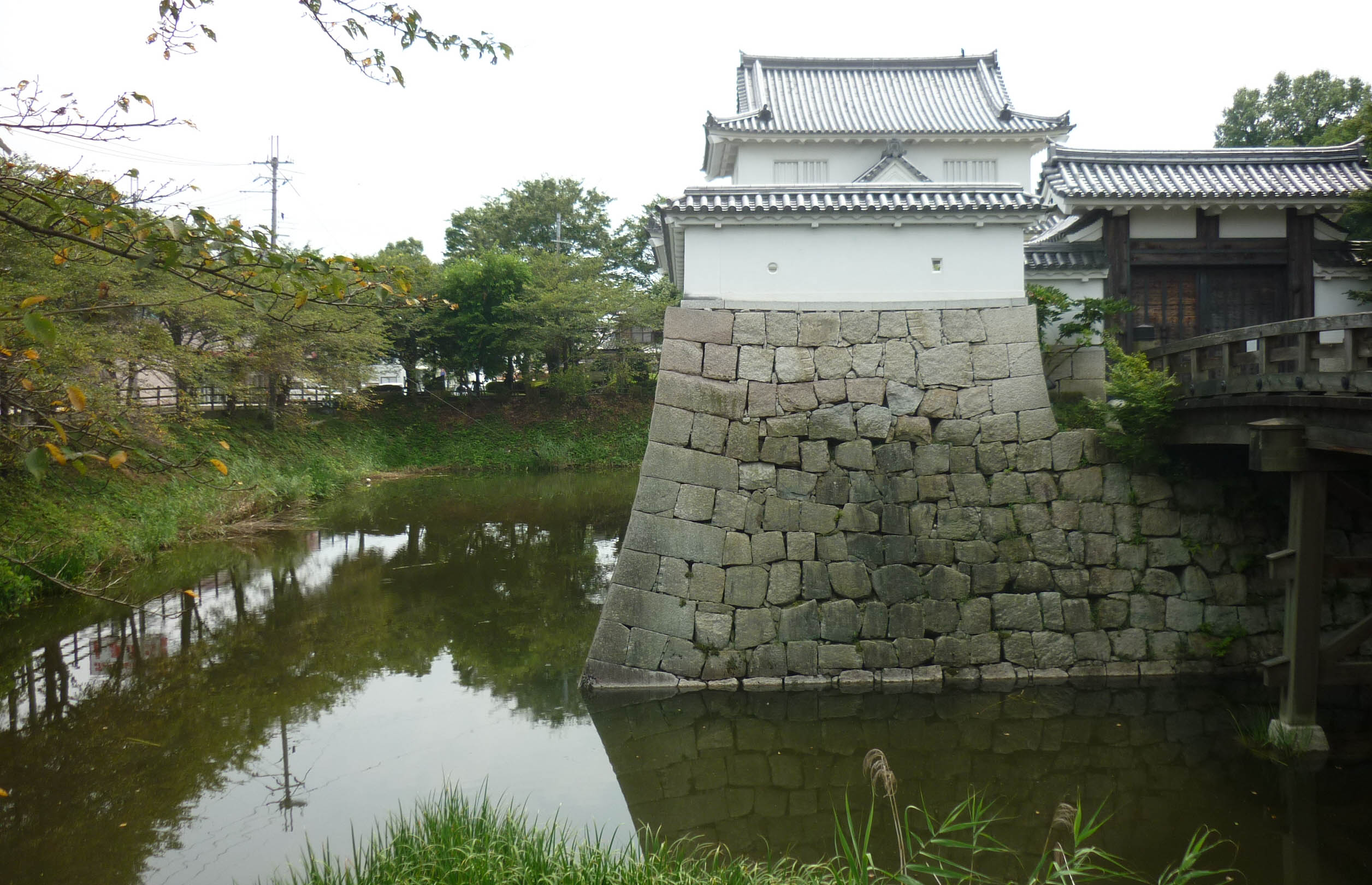
Vorburg, Ecke des Eingangs
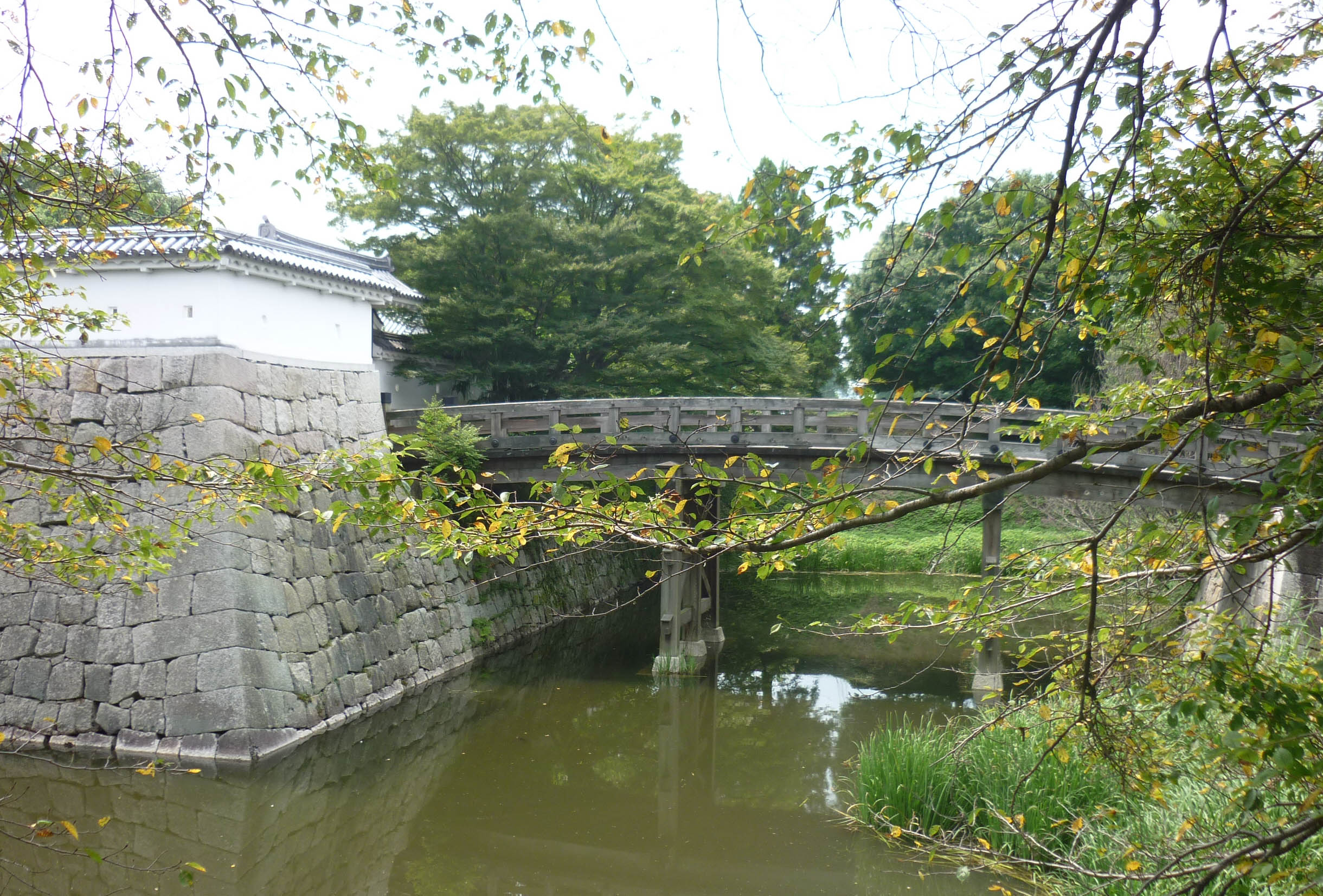
Vorburg, Brücke
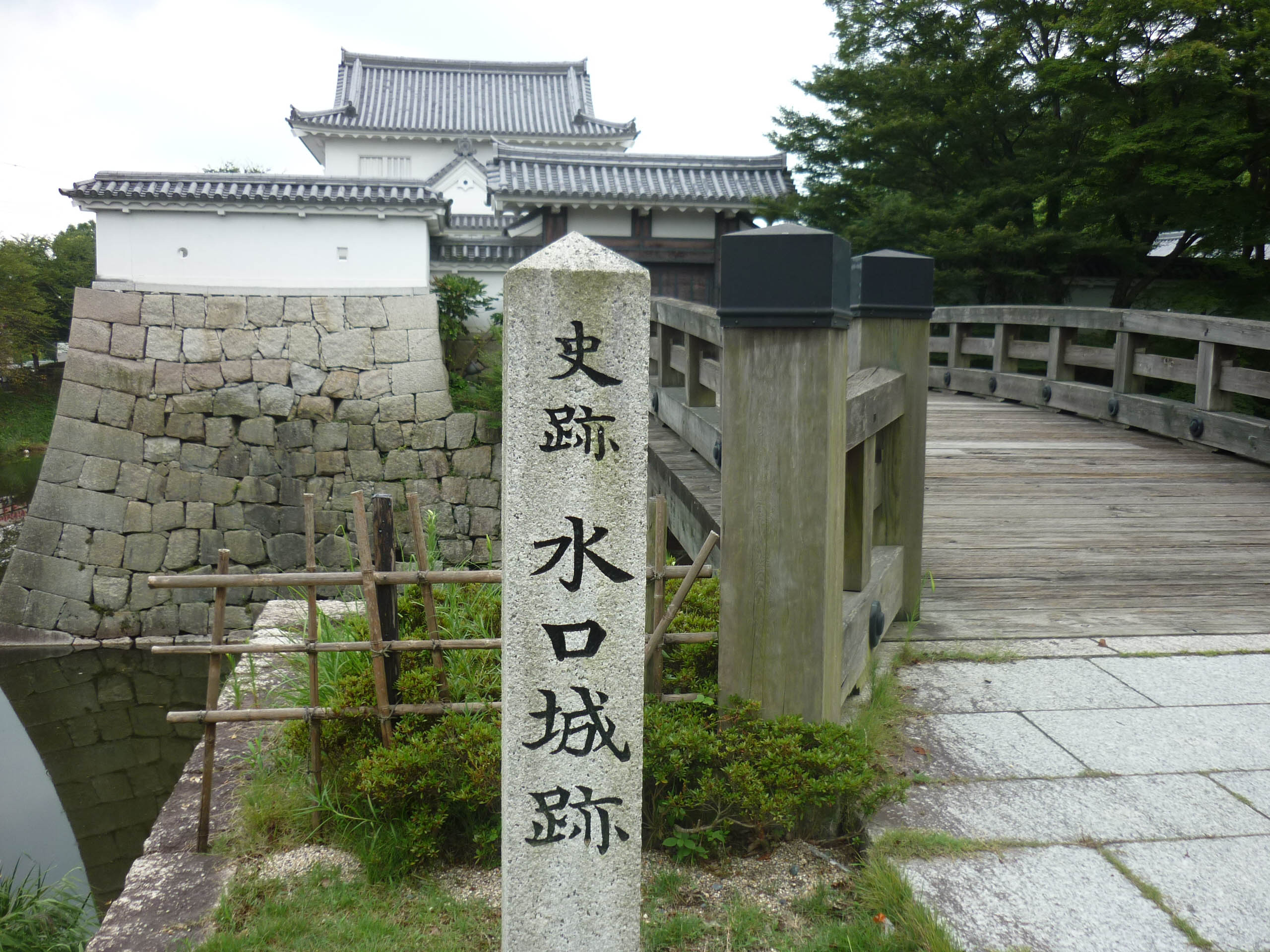
Vorburg, Brücke
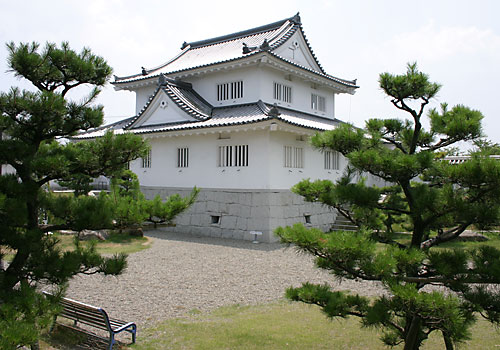
Vorburg, der Eck-Wachturm innen